# Shimotsuke
Shimotsuke (japanska: 下野市?, Shimotsuke-shi) är en stad i Tochigi prefektur i Japan. Staden fick stadsrättigheter 2006.